# Iwan Kolew (1930–2005)
Iwan Petkow Kolew (bułg. Иван Петков Колев, ur. 1 listopada 1930 w Płowdiwie, zm. 1 lipca 2005 w Sofii) – bułgarski piłkarz występujący na pozycji pomocnika lub napastnika, reprezentant Bułgarii w latach 1950–1966, brązowy medalista olimpijski, trener piłkarski.

## Kariera klubowa
Przez osiemnaście lat – od 1950 do 1968 roku – był zawodnikiem CSKA Sofia, z którym zdobył dwanaście tytułów mistrza kraju, pięć Pucharów Armii Sowieckiej oraz w sezonie 1966–1967 dotarł do półfinału Pucharu Europejskich Mistrzów Krajowych. W 1956 i 1962 roku został wybrany na najlepszego piłkarza w Bułgarii.

## Kariera reprezentacyjna
Z reprezentacją Bułgarii, w której barwach od 1950 do 1966 roku rozegrał 75 meczów i strzelił 25 goli. Wziął udział w Igrzyskach Olimpijskich 1956 (brązowy medal) oraz Mistrzostwach Świata 1962 (runda grupowa) i Mistrzostwach Świata 1966 (runda grupowa).

## Życie prywatne
Urodził się z wadą serca. Zmarł 1 lipca 2005 na zawał mięśnia sercowego. Pochowany został 11 lipca 2005 na Cmentarzu Centralnym w Sofii.

## Sukcesy

### Zespołowe
Bułgaria
- brązowy medal igrzysk Olimpijskich: 1956

CSKA Sofia
- mistrzostwo Bułgarii: 1952, 1954, 1955, 1956, 1957, 1958, 1958/59, 1959/60, 1960/61, 1961/62, 1965/66
- Puchar Bułgarii: 1954, 1955, 1960/61, 1964/65

### Indywidualne
- piłkarz roku w Bułgarii: 1956, 1962